# 方士
方士，即方術士，秦漢之後，多以道士稱之。屬修習方術、道術、醫術、命術、相術、卜術之人，包括以占卜（術數）、預言、法術、冥想（包括氣功、煉丹、靜坐）等方式，達到趨吉避凶、通靈、長生不老、羽化飛昇等目標效果。
方士往往修異術，通鬼神，以求了悟死生的解脫之道。對於中國古代神話、傳說、易學、數術、醫學、化學、星象、天文、軍事、陣法、奇門、神怪等領域卓有貢獻。或交往遊俠，行俠仗義；或心懷天下，佈道濟世；心系蒼生，行醫救人；解世間民生疾苦。或心狹私利，詐騙金錢；或心生邪念，蠱惑他人；或君主失德，朝堂動盪。亦存在黄宪、王充、扬雄等反对方士之人。
東周即有方士之稱，宋无忌、正伯侨、充尚都是當時的方士，秦始皇迷信方士，先后遣徐福、韩终、卢生等方士率众入海求仙人。唐朝道士成玄英说“方”即道也，但與道教無涉，《漢書‧王莽傳》載：“先是衛將軍王涉，素養道士西門君惠。”《新唐书·李德裕传》載：“帝方惑佛老，祷福祈年，浮屠方士，出入禁中。”晋代以后，方士的称呼漸不流行，大多改稱道士。

## 著名的方士
- 容成
- 彭铿，唐尧人。
- 萇弘
- 徐福
- 盧生
- 韓生
- 侯生
- 于吉
- 左慈
- 黃仲
- 管輅
- 蕭吉
- 葛洪
- 陳摶
- 子韋

## 延伸阅读
[在维基数据编辑]
 《欽定古今圖書集成·博物彙編·神異典·方士部》，出自陈梦雷《古今圖書集成》